# 士富
士富（?—?），春秋时期晋国候奄，文子士燮族弟。前570年，晋悼公任命赵武为新军将，中军司马魏绛为新军佐，候奄张老为中军司马，士富为候奄。《国语》称之为范献子。